# Cimetière d'Almaš
Le cimetière d'Almaš (en serbe cyrillique : Алмашко гробље ; en serbe latin : Almaško groblje) est un cimetière orthodoxe situé à Novi Sad, la capitale de la province autonome de Voïvodine, en Serbie. En raison de sa valeur patrimoniale, il est inscrit sur la liste des entités spatiales historico-culturelles de grande importance de la république de Serbie (identifiant n° PKIC 43) ; 30 tombes de personnalités historiques, culturelles et autres sont plus particulièrement inscrites sur la liste des monuments culturels protégés (n° d'identifiant SK 1589).

## Localisation
Le cimetière d'Almaš se trouve au centre de la ville de Novi Sad. Son entrée est située 1 Trg mira (« place de la Paix »), à la jonction des rues Kisačka et Vojislava Ilića.

## Chapelle Saint-Pierre-et-Saint-Paul
Dans la chapelle Saint-Pierre-et-Saint-Paul est enterré l'évêque Platon Atanacković.

## La «demeure éternelle»
Le cimetière abrite un ensemble connu sous le nom de « demeure éternelle » (en serbe : večna kuća) ; 30 tombes constituent cet ensemble classé.
1. Pavle Simić (1818-1876), peintre ;
2. Milan Savić (1845-1930), secrétaire de la Matica srpska ;
3. Đoka Mijatović (1848-1878), l'un des premiers socialistes de Voïvodine ;
4. Dimitrije (1841-1912) et Draginja Ružić (1834-1905), acteurs du Théâtre national serbe de Novi Sad ;
5. Arsa Pajević (1884 -1905), libraire, imprimeur et éditeur ;
6. Antonije Hadžić (1833-1917), écrivain, directeur du Théâtre national serbe, secrétaire de la Matica srpska ;
7. Isidor Bajić (1878-1915), compositeur ;
8. Laza Telečki (1839-1873), acteur et directeur du Théâtre national serbe ;
9. Miša Dimitrijević (1841-1890), homme politique, journaliste, rédacteur en chef de Branik ;
10. Vasa Jovanović Čića (1827-1900), philanthrope ;
11. Vasa Jazgović (1826-1890), marchand et philanthrope ;
12. Marko Nešić (1873-1938), compositeur ;
13. Svetislav Stefanović Buca (1872-1916), acteur du Théâtre national serbe ;
14. Trifun Vujin (1819-1885), philanthrope ;
15. Žarko Vasiljević (1892-1946), écrivain, et Koča Vasiljević (1863-1929), acteur ;
16. Petar Popadić (1841-1917), marchand, bienfaiteur de la Matica srpska ;
17. Teodor Mandić (1824-1917), juriste, écrivain et homme politique ;
18. Milan Matejić, acteur du Théâtre national serbe ;
19. Sima Đorđević (1913-1878), philanthrope ;
20. Sofija Vujić (1848 -1922) et Paja Popović (1850-1875), acteurs du Théâtre national serbe ;
21. Ilija Ognjanović Abukazen (1845-1900), écrivain et médecin ;
22. Arsenije Ćirić (1826-1894) ;
23. Jovan Andrejević (1833-1864), écrivain et médecin ;
24. Milan Jovanović Baba (1849-1933), professeur au lycée de Novi Sad et traducteur de latin ;
25. Jovan Turoman (1840-1915), professeur au lycée de Novi SAd et la Haute école de Belgrade ;
26. Kamenko Subotić (1833-1928), écrivain et secrétaire perpétuel de la Matica srpska ;
27. Dimitrije Kirilović (1894-1956), journaliste et membre de la Matica srpska ;
28. Aleksandar Gavrilović (1833-1971), professeur et directeur du lycée de Novi Sad ;
29. Đorđe K. Jovanović (1837-1904), philanthrope ;
30. Vladimir Demetrović (1861-1915), maire de Novi Sad.

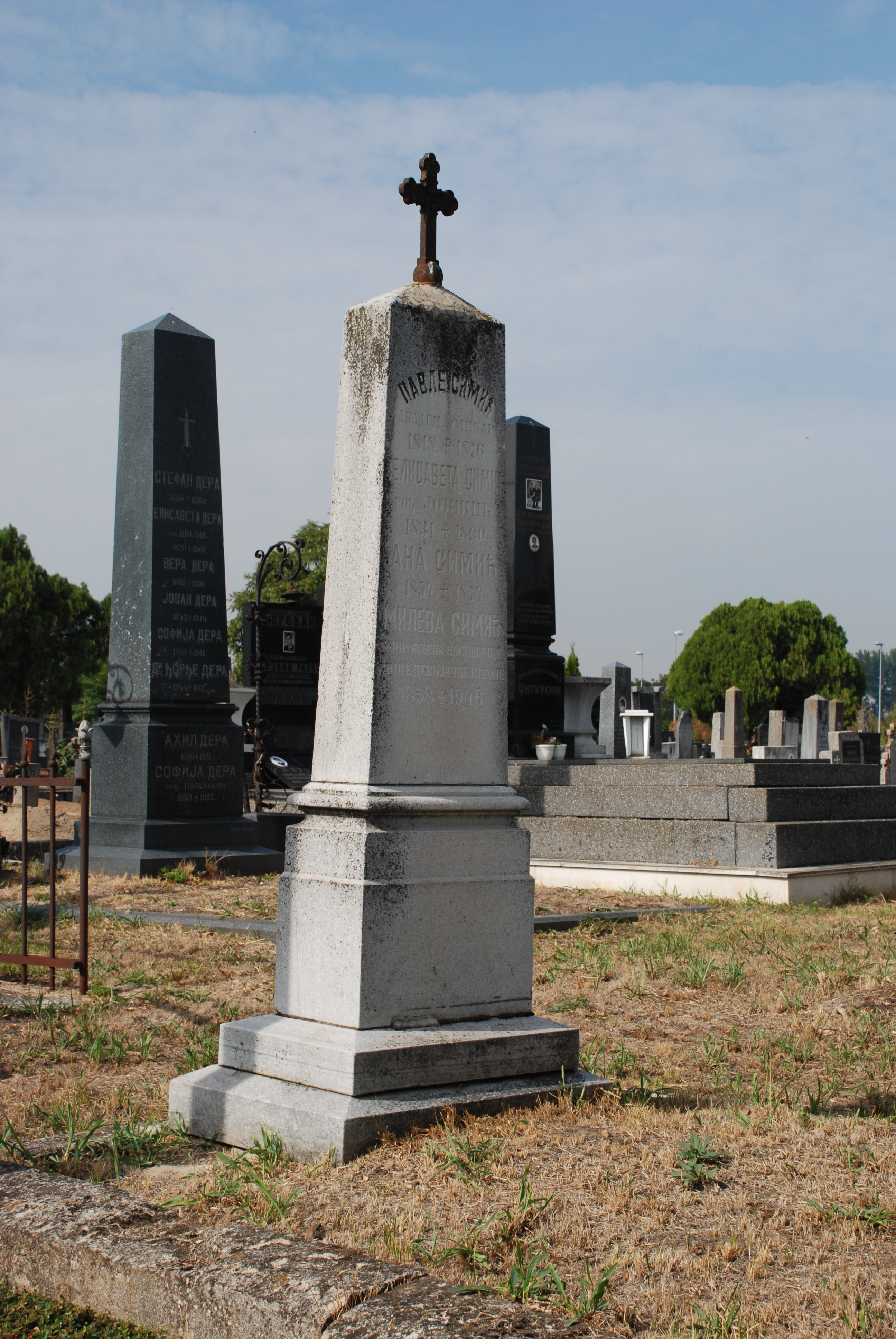
La tombe de Pavle Simić
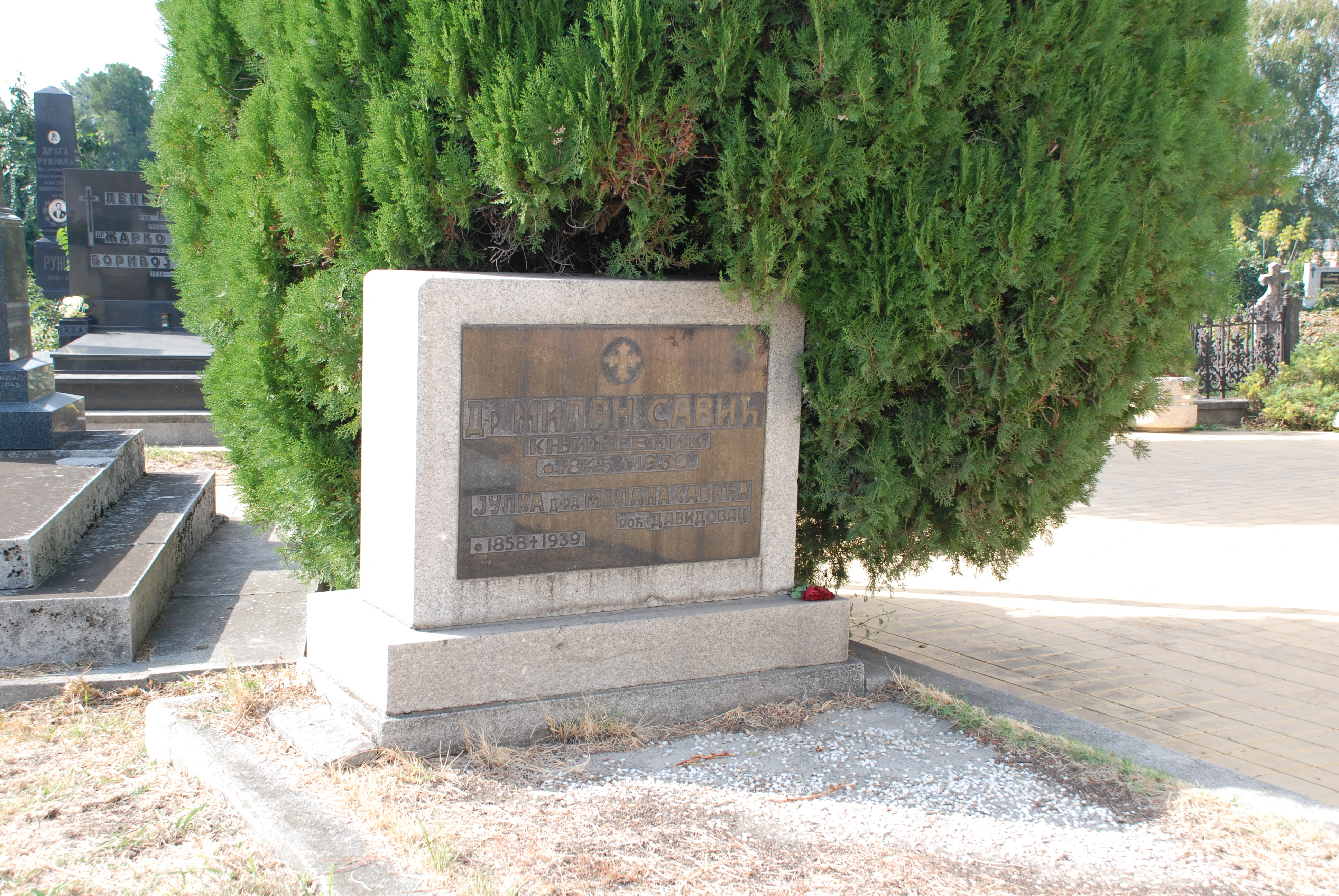
La tombe de Milan Savić
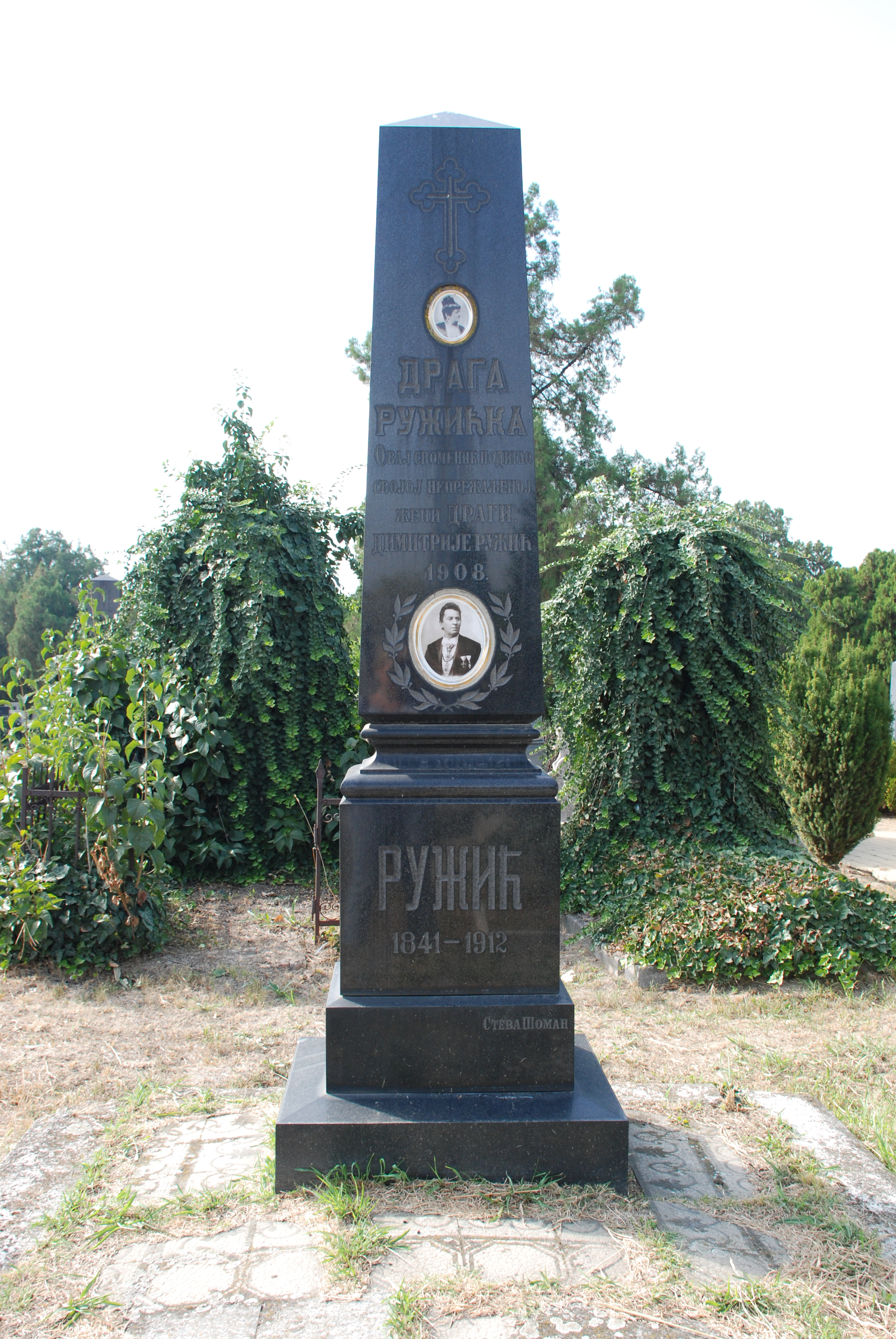
La tombe de Dimitrije et Draginja Ružić
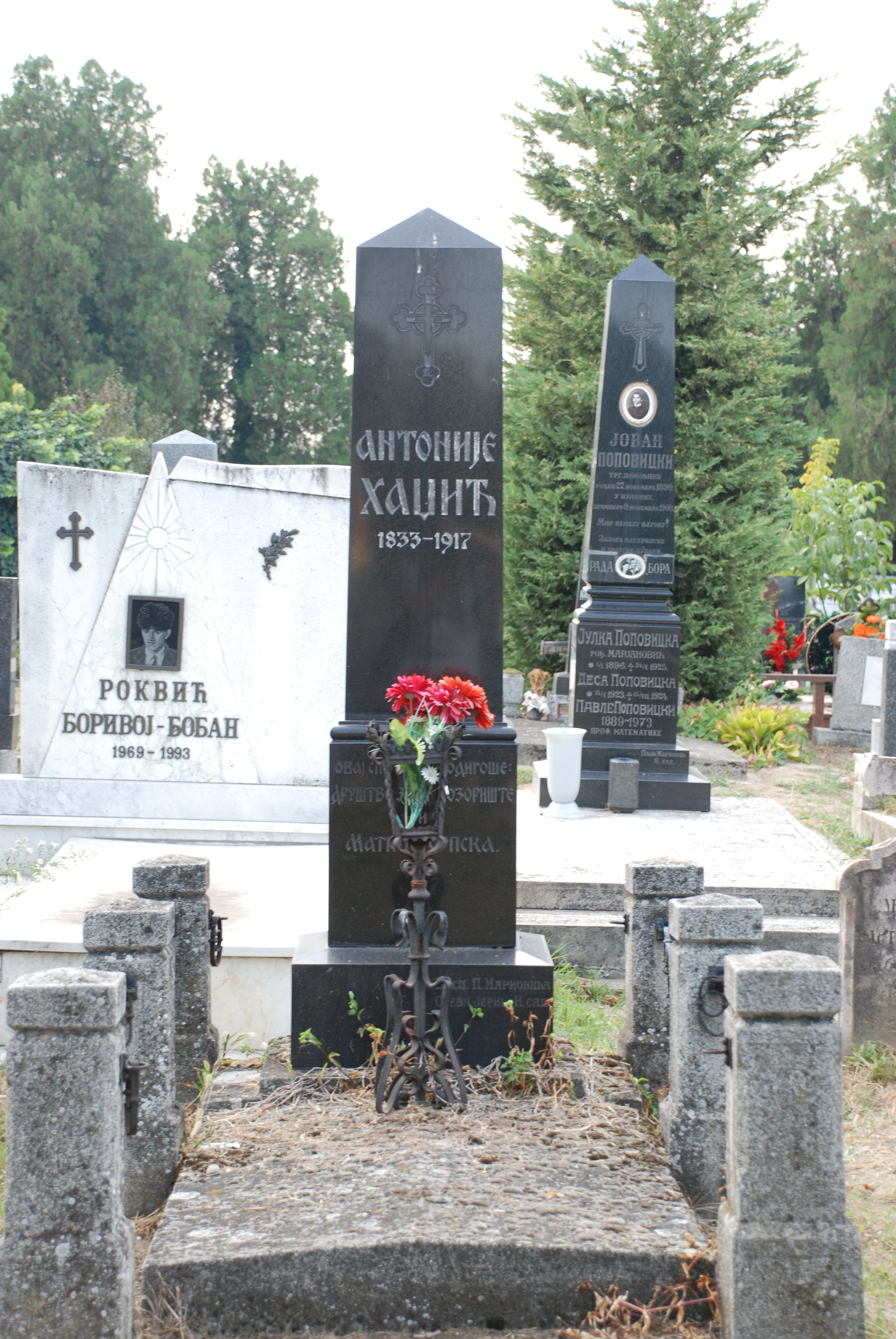
La tombe d'Antonije Hadžić
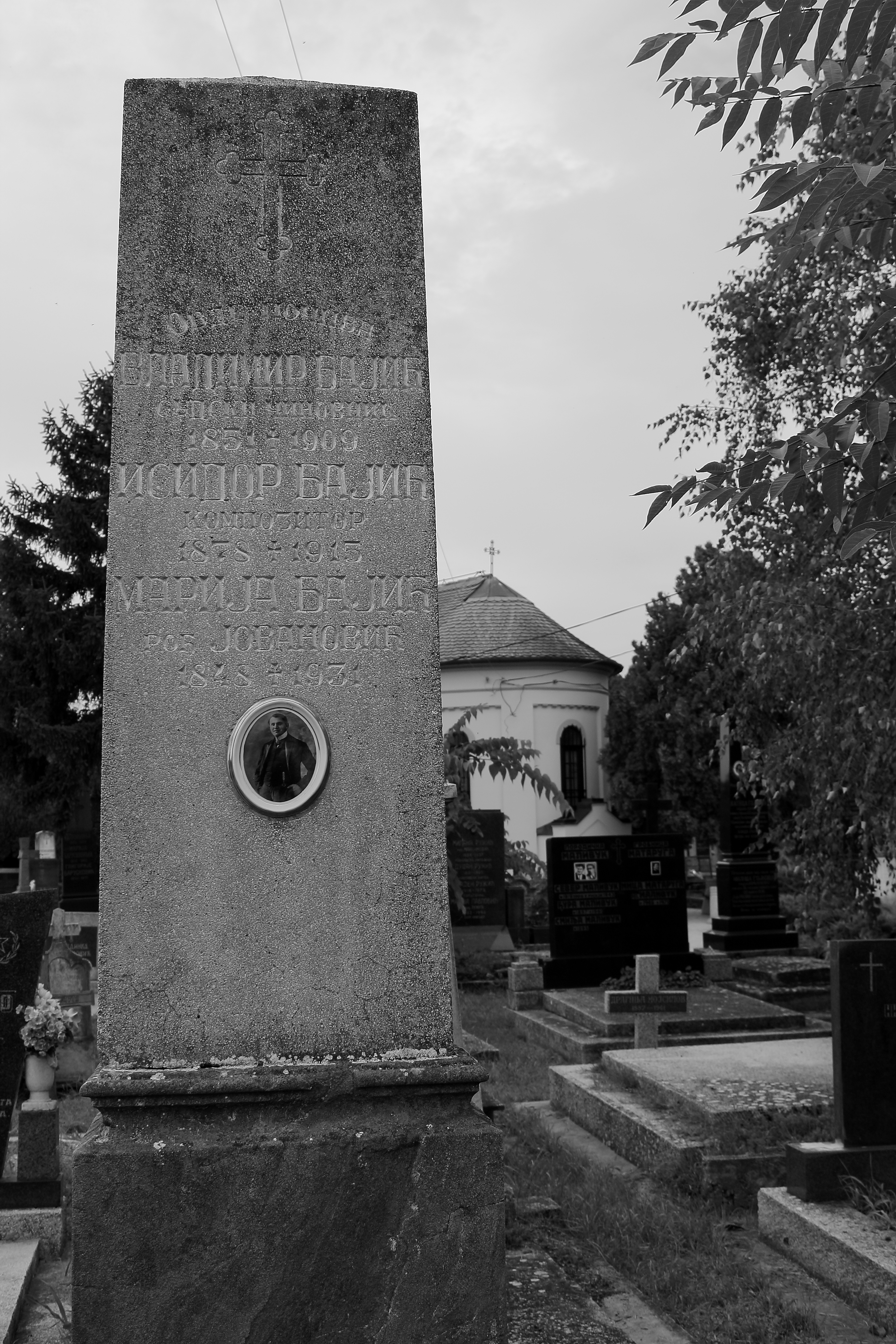
La tombe d'Isidor Bajić
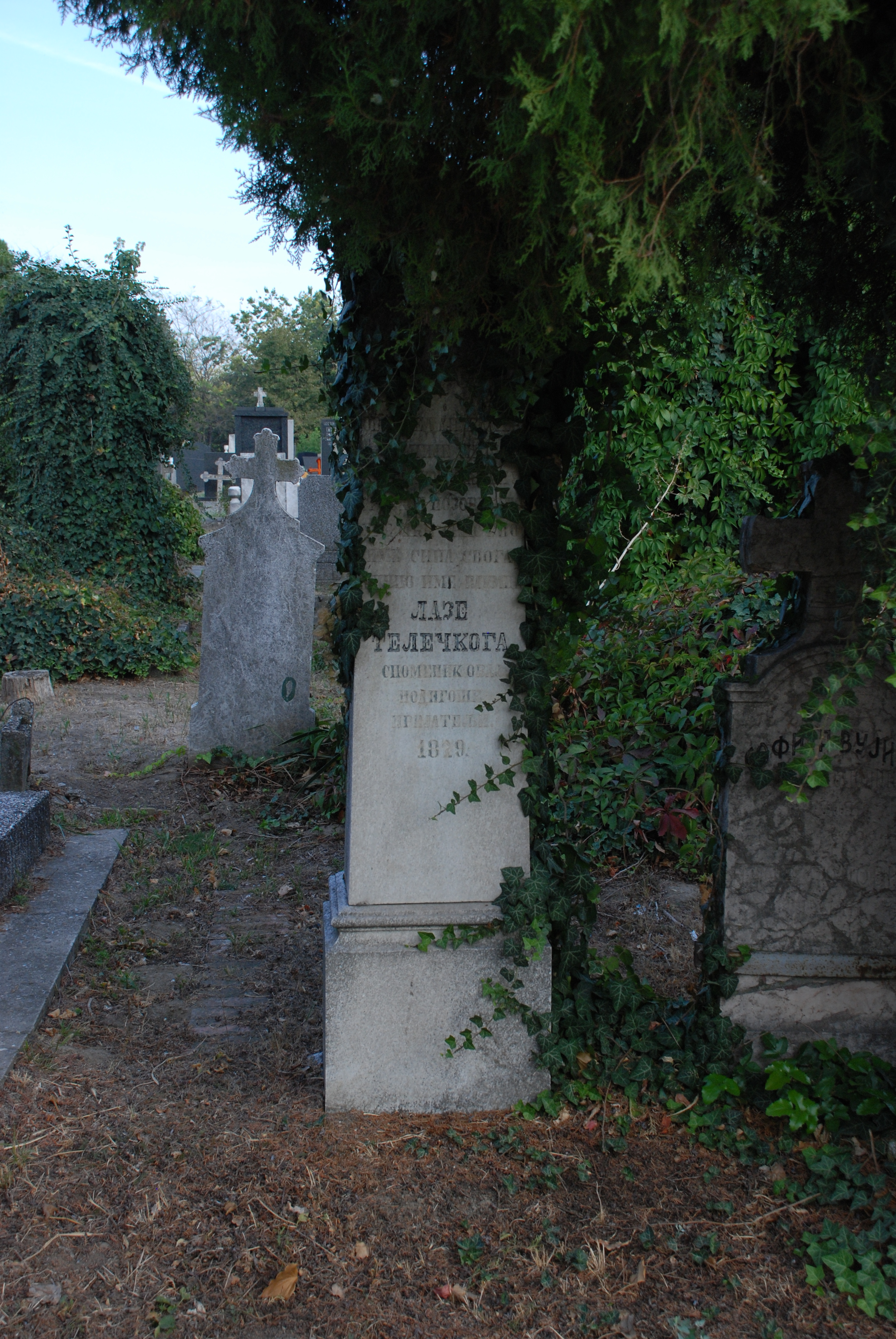
La tombe de Laza Telečki
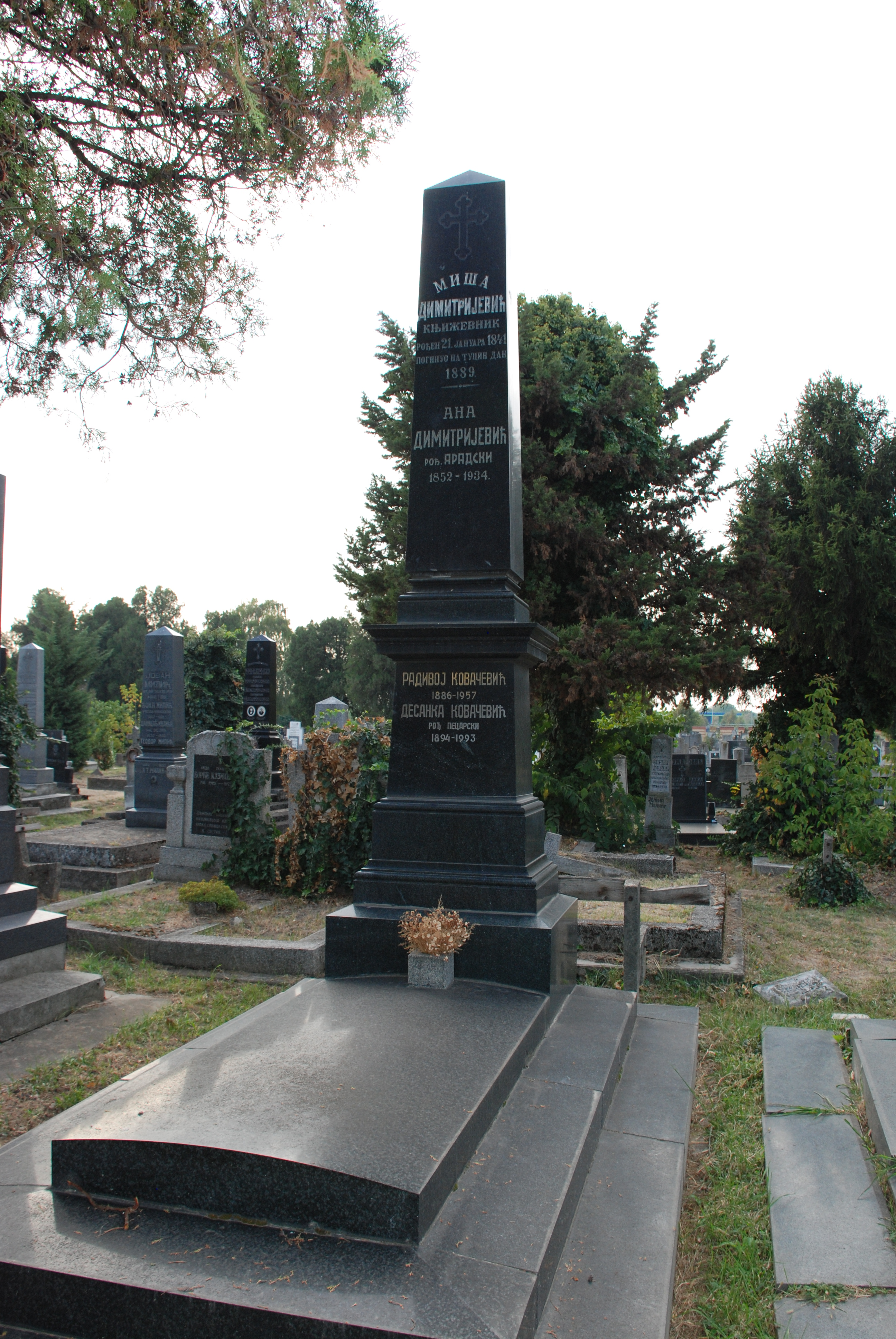
La tombe de Miša Dimitrijević
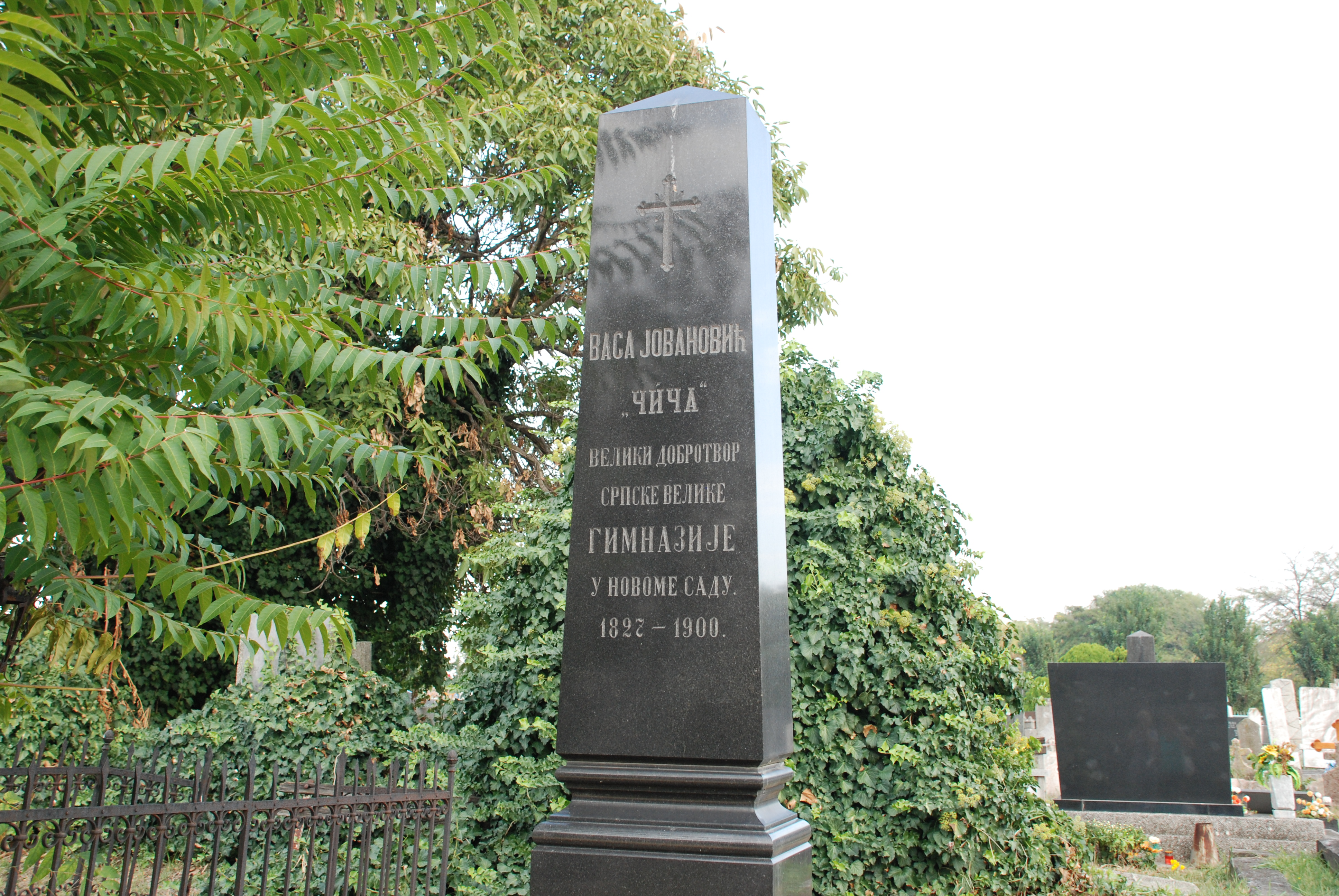
La tombe de Vasa Jovanović Čića
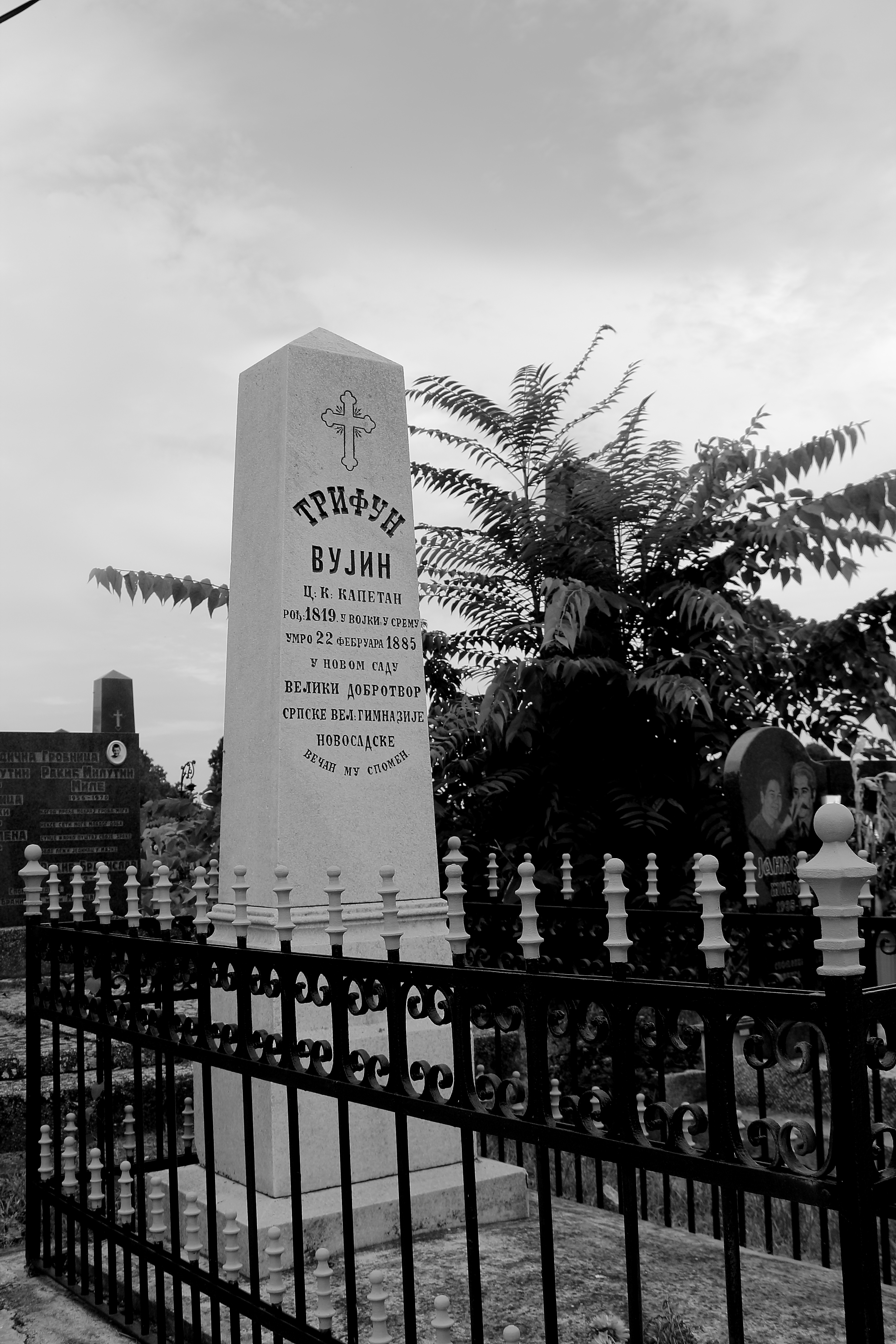
La tombe de Trifun Vujin
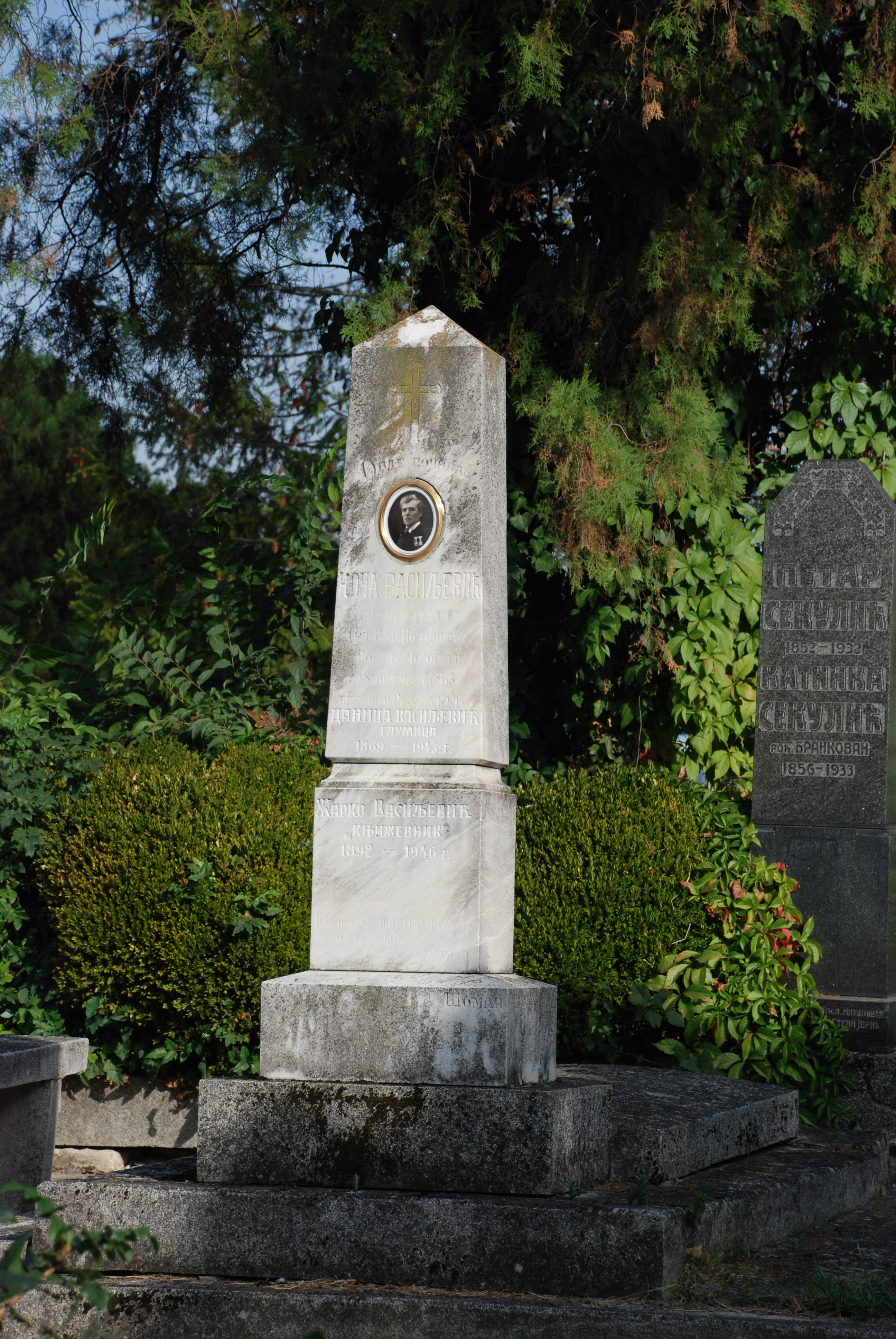
La tombe de Žarko Vasiljević
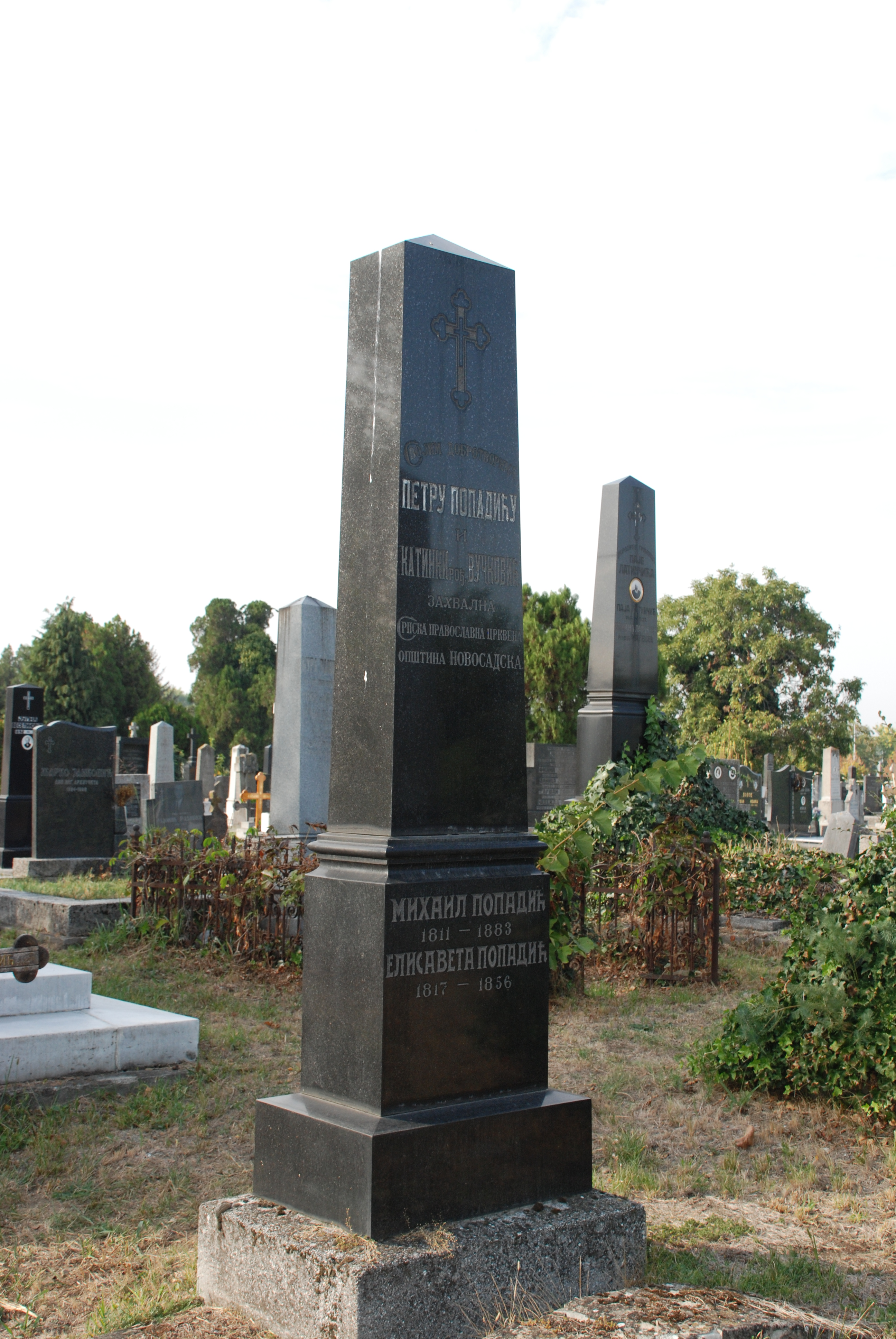
La tombe de Petar Popadić
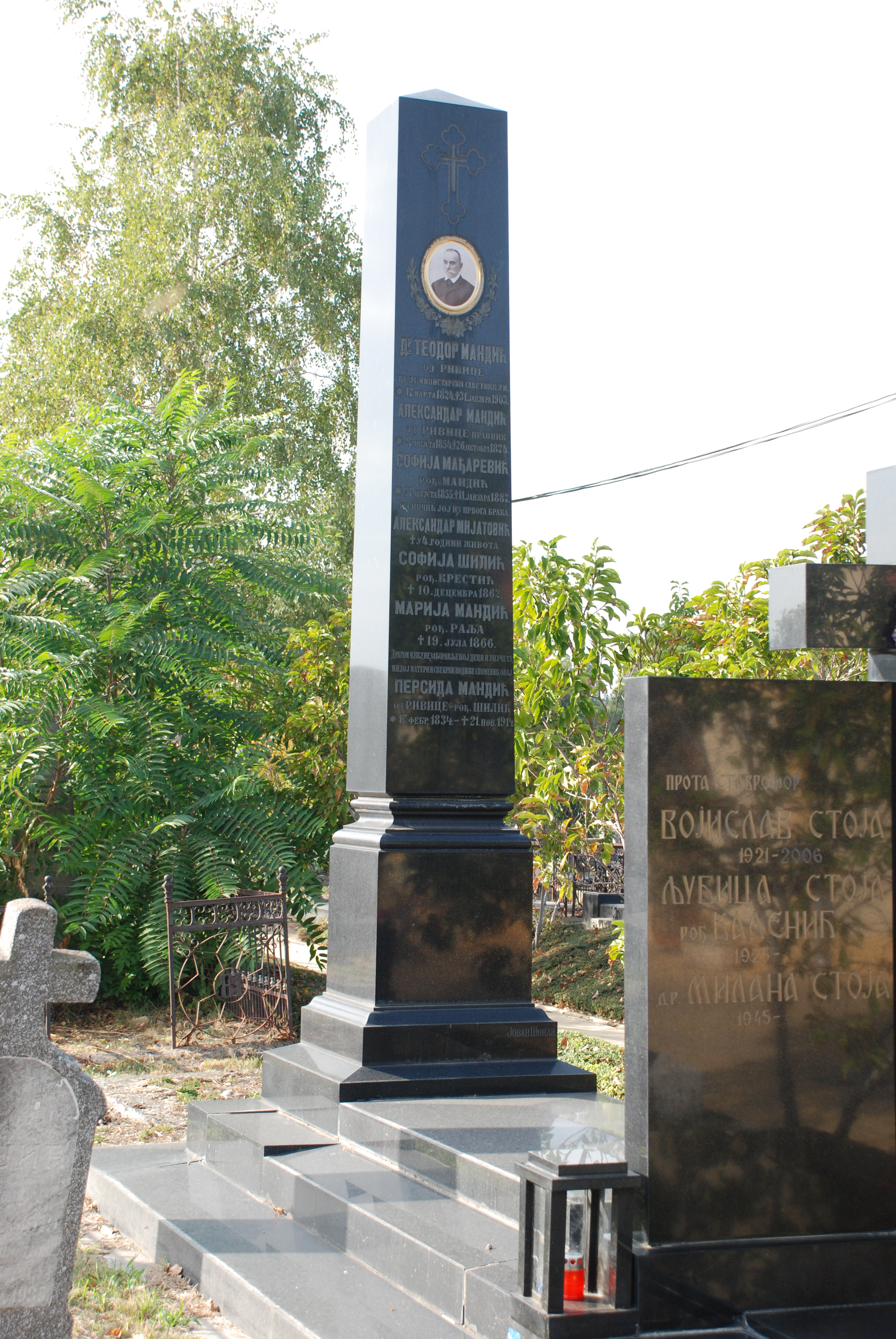
La tombe de Teodor Mandić
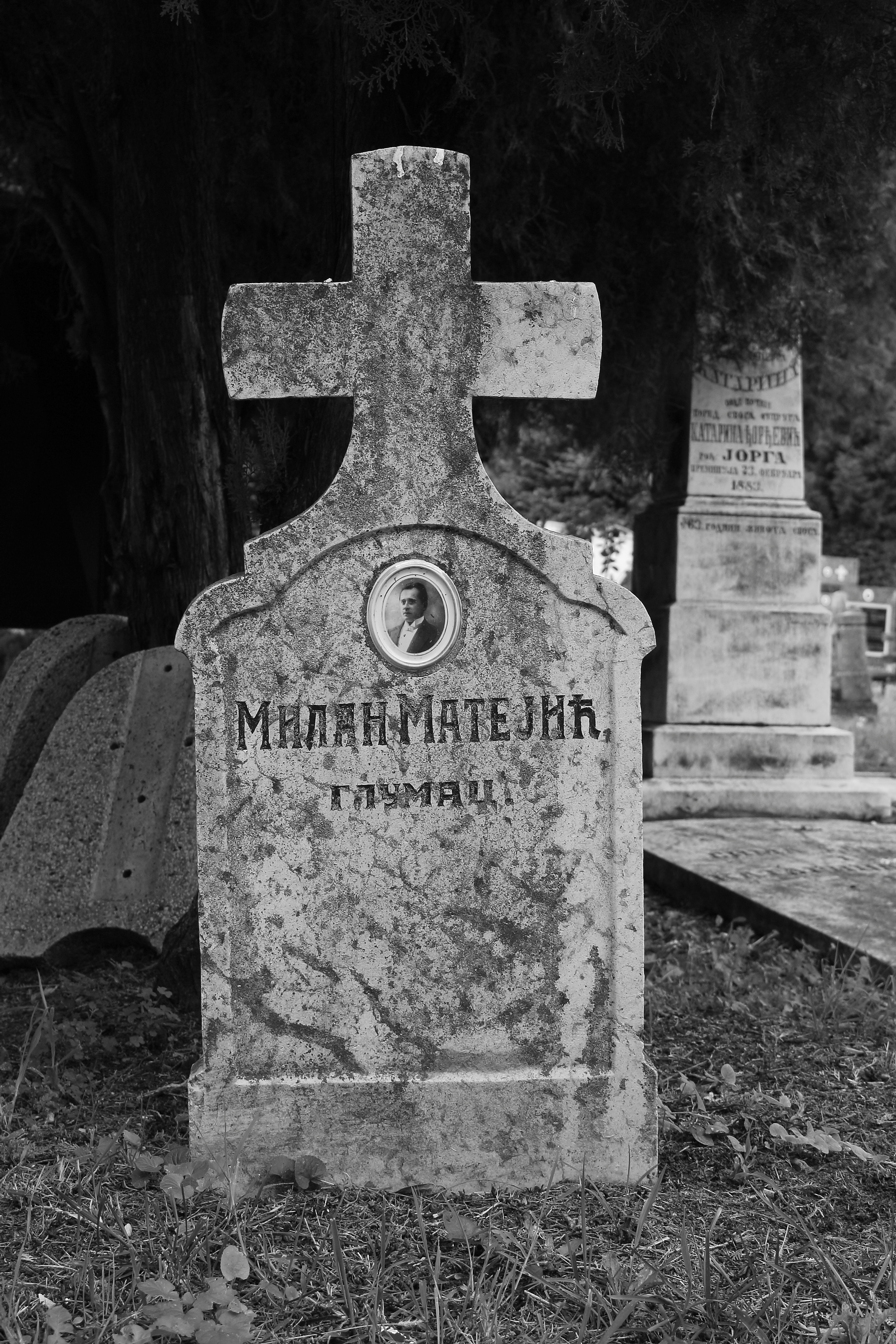
La tombe de Milan Matejić
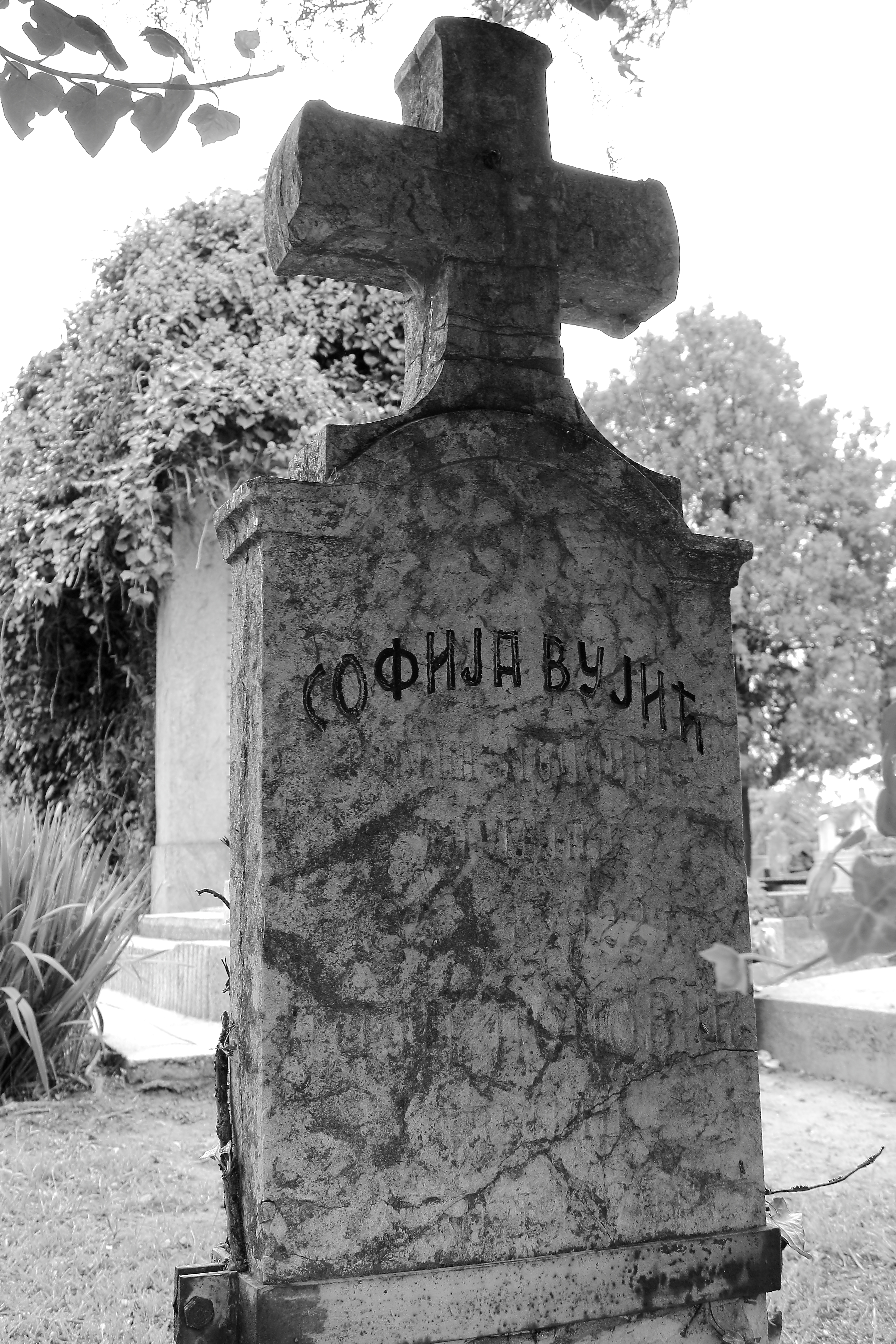
La tombe de Sofija Vujić
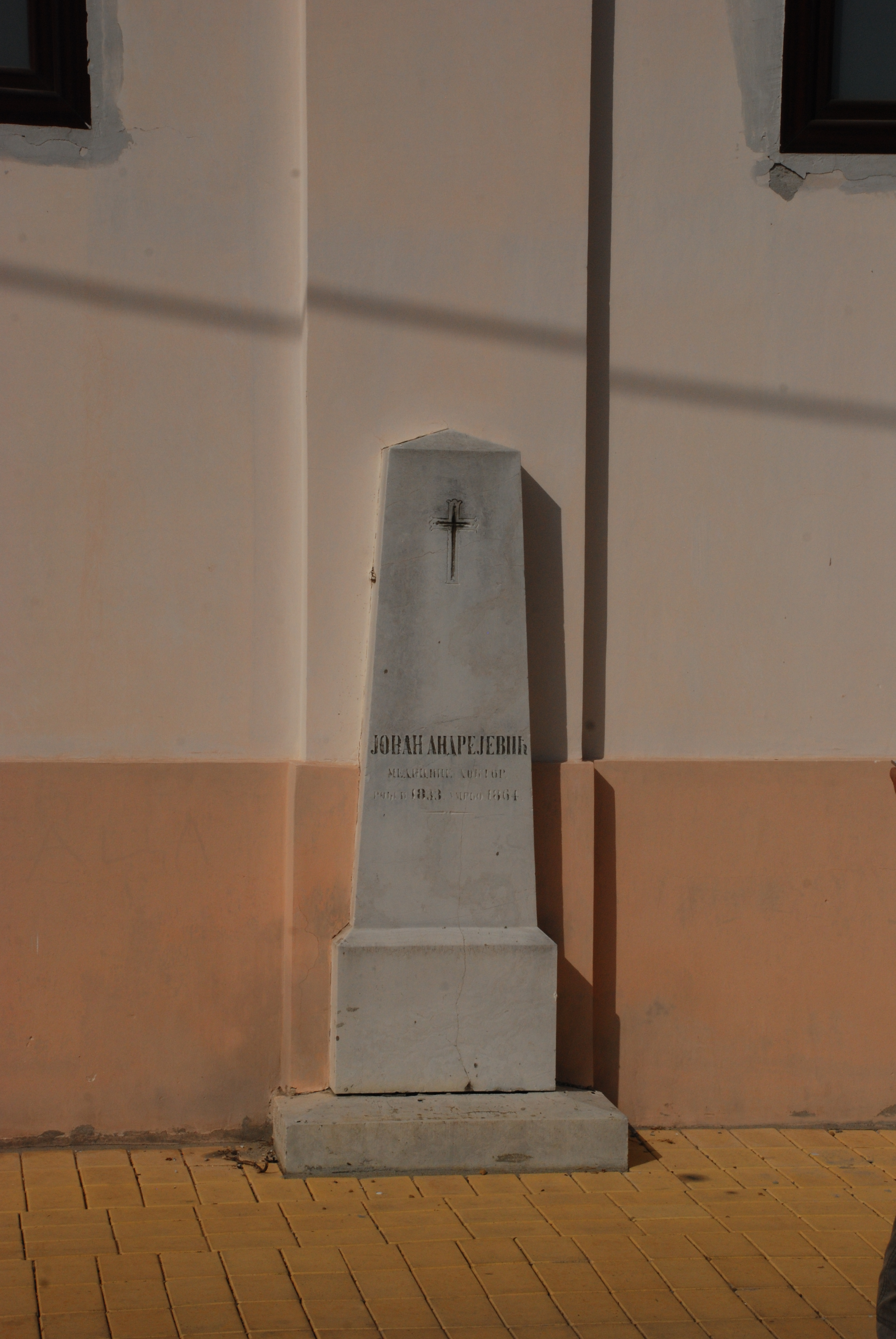
La tombe de Jovan Andrejević
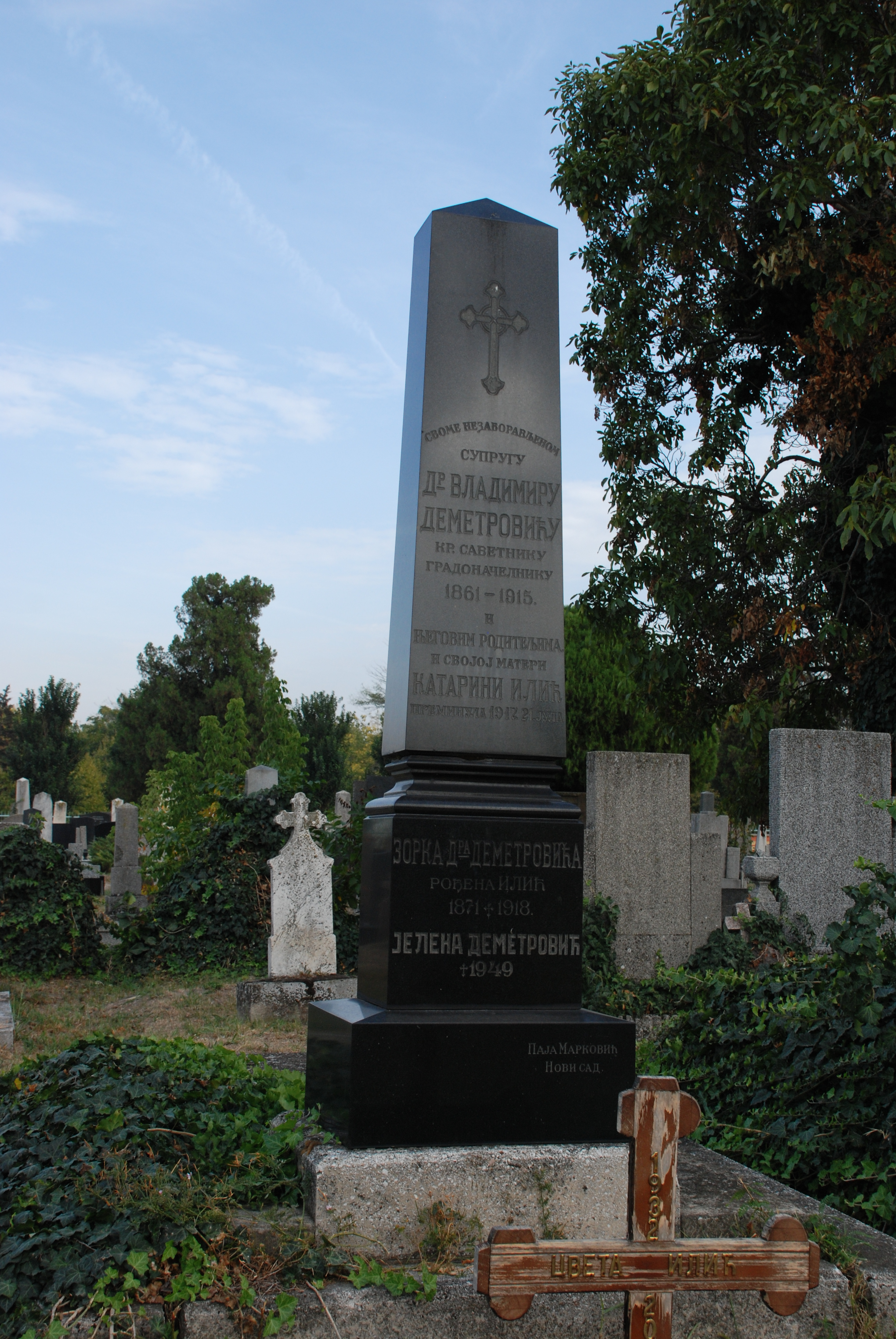
La tombe de Vladimir Demetrović
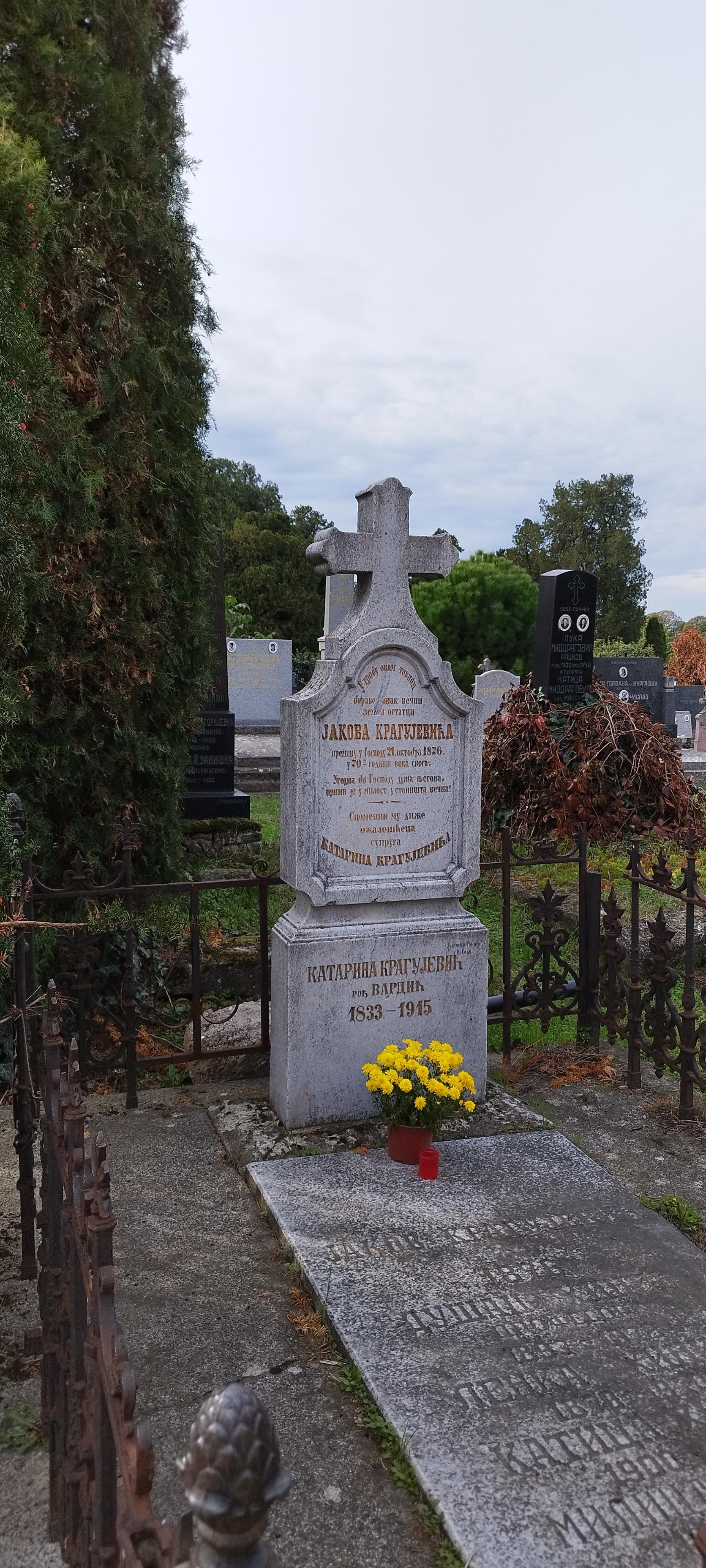